# 塞莱斯特山
塞莱斯特山（英語：Mount Celeste）是位于加拿大不列颠哥伦比亚省的一座山的非官方名称。 这座山和不列颠哥伦比亚省内部的卡里布地区的两座山峰同名。“Celeste”在英语中有蔚蓝色的意思。

## 历史
1934年8月18日，杰克 · 霍伯利和约克 · 萨瑟兰首次登顶。  

## 在流行文化中
塞莱斯特山是2018年平台游戏蔚藍的主要背景。游戏讲述主角玛德琳（英語：Madeline）在试图爬上山峰时面临的个人斗争，游戏剧情中，这座山拥有把人内心的动荡和“真正的自我”体现出来的力量。 游戏角色Theo还将这座山的照片上传至他的Instagram页面上。

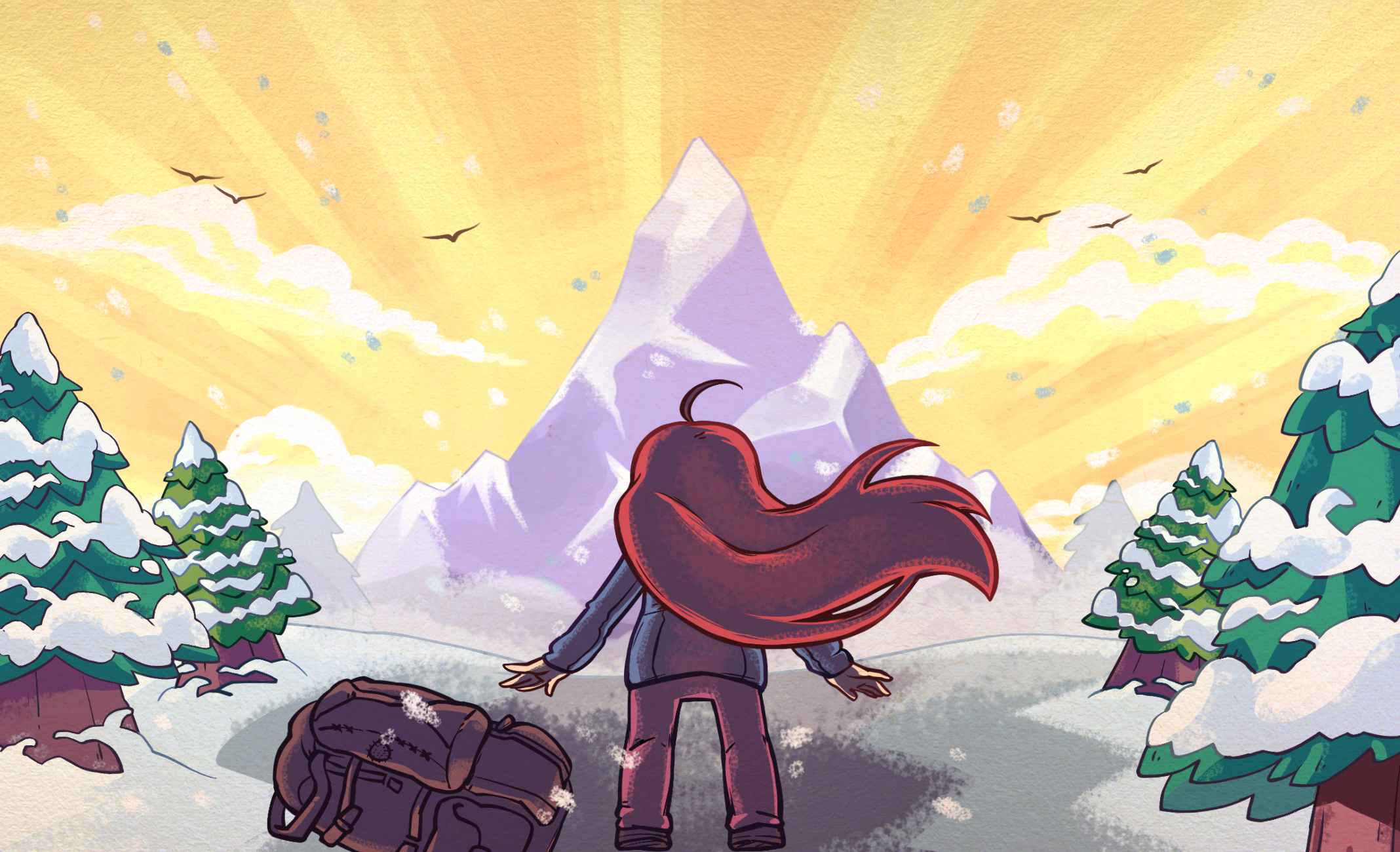
游戏中的塞莱斯特山